# 阿戈讷地区瓦雷讷
阿戈讷地区瓦雷讷（法語：Varennes-en-Argonne，法語發音：[vaʁɛn ɑ̃.n‿aʁɡɔn]），或纯音译作瓦雷讷昂纳戈讷，是法国默兹省的一个市镇，属于凡尔登区。法国大革命爆发后，1791年法国国王路易十六和王后出逃在此地被捉。

## 地理
阿戈讷地区瓦雷讷（49°13'41"N, 5°2'9"E）面积11.81 平方千米，位于法国大東部大區默兹省，该省份为法国西北部内陆省份，北与比利时接壤，西接马恩省和阿登省，南至上马恩省和孚日省，东临默尔特-摩泽尔省。
与阿戈讷地区瓦雷讷接壤的市镇（或旧市镇、城区）包括：维埃纳堡、布勒耶、沙尔庞特里、谢皮、蒙布兰维尔。
阿戈讷地区瓦雷讷的时区为UTC+01:00、UTC+02:00（夏令时）。

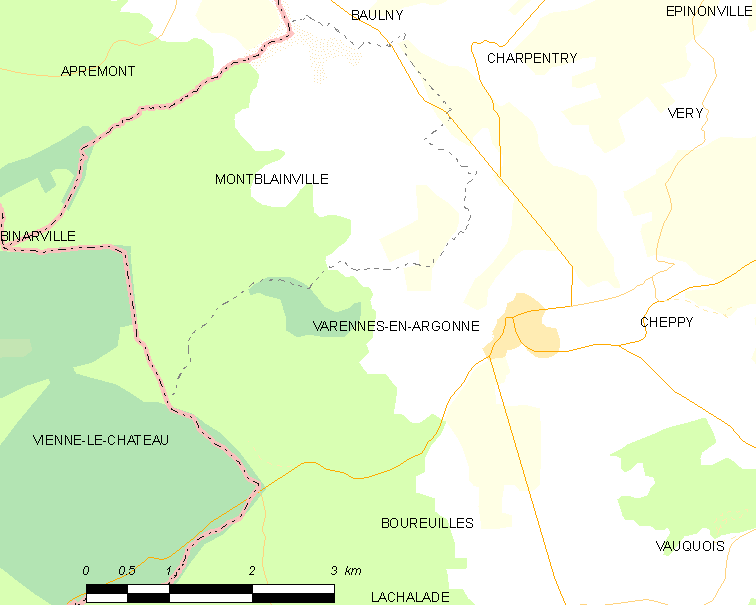
阿戈讷地区瓦雷讷的OSM定位图

## 行政
阿戈讷地区瓦雷讷的邮政编码为55270，INSEE市镇编码为55527。

## 政治
阿戈讷地区瓦雷讷所属的省级选区为阿戈讷地区克莱蒙县。

## 人口

1962-2008年间阿戈讷地区瓦雷讷人口变化图示

阿戈讷地区瓦雷讷于2022年1月1日时的人口数量为629人。